# 방점

훈민정음 언해에 쓰인, “나랏〮말〯ᄊᆞ미〮” 등의 방점 표기

훈민정음에서 방점(傍點: 글자 옆에 찍은 점, ·) 또는 사성점(四聲點: 네 성조를 나타낸 점)은 중세 한국어에서 한글 표기법에 쓰였던, 성조를 나타내는 기호이다. 세로쓰기에서 글자 왼쪽에 방점을 표기한다. 가로쓰기에서는 글자 위에 방점을 가로 방향으로 표기하거나 세로쓰기에서와 같이 글자 왼쪽에 표기하기도 한다. 이것은 중세 한국어에 있었던 성조를 표기하기 위한 방편으로 쓰였다. 17세기에 방점 표기는 사라졌다.

## 특징
1. 방점은 음절의 발음상의 높낮이를 나타낸다(방점이 없으면 낮은 소리, 방점이 하나면 높은 소리, 방점이 둘이면 낮다가 높아지는 소리).
2. 음절의 발음상의 장단도 동시에 나타낸다.
3. 현대국어로 변천하면서 높낮이는 소멸되었으나 장단은 변화가 적었다. 곧 중세국어의 상성이 현대 국어의 장음이 된 것이 아니라 원래부터 상성은 장음이었다.
4. 성조는 16세기 말엽에 한국어에서 완전히 소멸되었다.
5. 입성은 높낮이와 아무 관련이 없다. 종성이 ㄱ, ㄷ, ㅂ으로 끝나는 음절은 모두 입성이며 동시에 평성, 거성, 상성 셋 중의 한 성조를 취한다.

## 사성
- 평성(平聲): 방점이 없다. 낮고 짧은 소리(저조: 低調)이다.
- 거성(去聲,  〮): 방점이 하나 있다. 높고 짧은 소리(고조: 高調)이다.
- 상성(上聲,  〯): 방점이 둘 있다. 낮은 음에서 높은 음으로 올라가는 긴 소리이다.
- 입성(入聲): 종성에  'ㄴ, ㅁ, ㅇ' 등 불청불탁 대신 'ㄱ, ㄷ, ㅂ, ㅅ' 등 왔을 때 음절의 소리다.

## 참고 자료
- 훈민정음